# Lake Bell
Lake Caroline Siegel Bell (New York, 24 marzo 1979) è un'attrice, regista, sceneggiatrice e modella statunitense.

## Biografia
Si è diplomata nel 2002 al Rose Brusford College di Londra. Vive a Vero Beach, in Florida, da quando era adolescente. 
Il 1º giugno 2013 sposa l'artista e tatuatore Scott Campbell con il quale era sentimentalmente legata dal 2011. La coppia ha avuto due figli, nati rispettivamente nel 2014 e nel 2017. La coppia si separa nell'ottobre 2020.
Si è fatta conoscere soprattutto per il suo ruolo nella serie How to Make It in America. Parallelamente all'attività recitativa, ha posato come modella per numerose riviste, tra cui GQ e Marie Claire.
Successivamente è passata alla regia, presentando nel 2012 al Sundance Festival il corto Worst Enemy.
Nel 2014 è stata coinvolta nel furto di foto di celebrità che ha interessato numerose attrici e attori: l'esperienza, come lei stessa ha dichiarato, ha influenzato la sua successiva regia della miniserie Pam & Tommy.

## Filmografia

### Attrice

#### Cinema
- Speakeasy, regia di Brendan Murphy (2002)
- I Love Your Work, regia di Adam Goldberg (2003)
- Slammed, regia di Brian Thomas Jones (2004)
- Rampage: The Hillside Strangler Murders, regia di Chris Fisher (2006)
- Under Still Waters, regia di Carolyn Miller (2008)
- La sposa fantasma (Over Her Dead Body), regia di Jeff Lowell (2008)
- Notte brava a Las Vegas (What Happens in Vegas...), regia di Tom Vaughan (2008)
- Pride and Glory - Il prezzo dell'onore (Pride and Glory), regia di Gavin O'Connor (2008)
- È complicato (It's Complicated), regia di Nancy Meyers (2009)
- Amici, amanti e... (No Strings Attached), regia di Ivan Reitman (2011)
- A Good Old Fashioned Orgy, regia di Alex Gregory e Peter Huyck (2011)
- In a World... - Ascolta la mia voce (In a World...), regia di Lake Bell (2013)
- Million Dollar Arm, regia di Craig Gillespie (2014)
- Un amore per caso (Man Up), regia di Ben Palmer (2015)
- No Escape - Colpo di stato (No Escape), regia di John Erick Dowdle (2015)
- La fratellanza (Shot Caller), regia di Ric Roman Waugh (2017)
- 40 sono i nuovi 20 (Home Again), regia di Hallie Meyers-Shyer (2017)
- Black Panther: Wakanda Forever, regia di Ryan Coogler (2022)
- Divano di famiglia (Mother, Couch), regia di Niclas Larsson (2023)

#### Televisione
- E.R. - Medici in prima linea (ER) – serie TV, 2 episodi (2002)
- War Stories, regia di Robert Singer – film TV (2003)
- Miss Match – serie TV, 18 episodi (2003)
- The Practice - Professione Avvocati (The Practice) – serie TV, 4 episodi (2004)
- Boston Legal – serie TV, 14 episodi (2004-2006)
- Surface - Mistero dagli abissi (Surface) – serie TV, 15 episodi (2005-2006)
- Childrens Hospital – serie TV, 57 episodi (2008-2016)
- The League – serie TV, episodio 2x03 (2010)
- How to Make It in America – serie TV, 16 episodi (2010-2011)
- New Girl – serie TV, episodio 1x04 (2011)
- Newsreaders – serie TV, episodio 1x03 (2013)
- Wet Hot American Summer: First Day of Camp – miniserie TV, 7 episodi (2015)
- Wet Hot American Summer: Ten Years Later – serie TV, 5 episodi (2017)

### Doppiatrice
- Shrek e vissero felici e contenti (Shrek Forever After), regia di Mike Mitchell (2010)
- Tron - La serie (Tron: Uprising) – serie animata, episodio 1x05 (2012)
- Robot Chicken – serie animata, episodio 6x10 (2012)
- Mr. Peabody e Sherman (Mr. Peabody & Sherman), regia di Rob Minkoff (2014)
- BoJack Horseman – serie animata, 9 episodi (2015-2018)
- Pets - Vita da animali (The Secret Life of Pets), regia di Chris Renaud (2016)
- Spider-Man - Un nuovo universo (Spider-Man: Into the Spider-Verse), regia di Bob Persichetti, Peter Ramsey e Rodney Rothman (2018)
- Pets 2 - Vita da animali (The Secret Life of Pets 2), regia di Chris Renaud (2019)
- Harley Quinn – serie animata (2019-in corso)
- What If...? – serie animata (2021)

### Regista
- El Tonto – cortometraggio (2010)
- Worst Enemy – cortometraggio (2012)
- In a World... - Ascolta la mia voce (In a World...) (2013)
- Childrens Hospital – serie TV, 4 episodi (2012-2013)
- I Do... Until I Don't (2017)
- Pam & Tommy  - serie (2022)

## Doppiatrici italiane
Nelle versioni in italiano dei suoi lavori, Lake Bell è stata doppiata da:
- Selvaggia Quattrini in Amici, amanti e..., Wet Hot American Summer: First Day of Camp, Man Up - Un amore per caso, Wet Hot American Summer: Ten Years Later, La fratellanza, Black Panther: Wakanda Forever
- Rossella Acerbo in Boston Legal, La sposa fantasma
- Sabrina Duranti in Miss Match
- Alessandra Korompay in Surface - Mistero dagli abissi
- Laura Latini in Notte brava a Las Vegas
- Federica De Bortoli in È complicato
- Laura Facchin ne In a World... - Ascolta la mia voce
- Alessia Amendola in No Escape - Colpo di Stato
- Chiara Colizzi in 40 sono i nuovi 20
- Francesca Manicone in How to Make It in America
- Antonella Baldini in Medical Police
- Stella Musy in Divano di famiglia

Da doppiatrice è sostituita da:
- Selvaggia Quattrini in Pets - Vita da animali e Pets 2 - Vita da animali
- Cristina Poccardi in Mr. Peabody e Sherman
- Domitilla D'Amico in What If...?